# Zeria ferox
Espèce
Synonymes
- Solpuga ferox Pocock, 1895

Zeria ferox est une espèce de solifuges de la famille des Solpugidae.

## Distribution
Cette espèce est endémique d'Afrique du Sud.

## Description
La femelle holotype mesure 31,5 mm.
Le mâle décrit par Roewer en 1933 mesure 35 mm et la femelle 34 mm.

## Publication originale
- Pocock, 1895 : Notes on some of the Solifugae contained in the collection of the British Museum, with descriptions of new species. Annals and Magazine of Natural History, sér. 6, vol. 16, p. 74–98 (texte intégral).